# Kang Ki-doong
Kang Ki-doong (hangul: 강기둥), es un actor de televisión, teatro y musicales surcoreano.

## Biografía
Estudió actuación en la Universidad Nacional de Artes de Corea (한국예술종합학교).

## Carrera
Es miembro de la agencia "Hunus Entertainment" (후너스엔터테인먼트).
En febrero del 2017 se unió al elenco recurrente de la serie Tomorrow With You donde dio vida a Kang Ki-doong, el mejor amigo de (Lee Je-hoon) y el líder del equipo de planificación de "My REITs", hasta el final de la serie el 25 de marzo del mismo año.
En mayo del mismo año se unió al elenco recurrente de la serie Fight for My Way donde interpretó a Jang Kyung-goo, un productor y el amigo de Ko Dong-man (Park Seo-joon).
Ese mismo año se unió al elenco recurrente de la serie Prison Playbook donde dio vida a Song Ki-doong, un guardia de la prisión Seobu.
En mayo del 2018 se unió al elenco recurrente de la serie About Time donde interpretó a Park Woo-jin, el secretario de Lee Do-ha (Lee Sang-yoon).
En enero del 2019 se unió al elenco recurrente de la serie Romance is a Bonus Book donde dio vida a Park Hoon, un nuevo miembro del equipo de marketing de la editorial "Gyeoru", que cree quien cree en ser el hombre adecuado para el lugar correcto.
El 29 de septiembre apareció por primera vez en la serie Melting Me Softly donde interpretó al joven Ma Dong-sik en 1999, el hermano menor de Ma Dong-chan (Ji Chang-wook).
En abril del 2020 se unió al elenco recurrente de la serie The King: The Eternal Monarch donde dio vida al señor Kim, el secretario y asistente de la primera ministra Koo Seo-ryung (Jung Eun-chae) durante el Reino de Corea, hasta el final de la serie en junio del mismo año.
En junio del mismo año se unió al elenco recurrente de la serie It's Okay to Not Be Okay donde interpretó a Jo Sae-joo, el mejor amigo de Moon Kang-tae (Kim Soo-hyun), hasta el final de la serie el 9 de agosto del mismo año.

## Filmografía

### Series de televisión
| Año  | Título                                      | Personaje              | Notas                      | Ref.  |
| ---- | ------------------------------------------- | ---------------------- | -------------------------- | ----- |
| 2016 | The Good Wife                               | Novio de Jung Shi-yeon |                            |       |
| 2016 | Love in the Moonlight                       | Dal Bong-yi            |                            |       |
| 2017 | Tomorrow With You                           | Kang Ki-doong          | 15 episodios               |       |
| 2017 | Fight for My Way                            | Jang Kyung-goo         |                            |       |
| 2017 | 까까머리의 연애                             | -                      | Drama Special              |       |
| 2017 | Prison Playbook                             | Song Ki-doong          |                            |       |
| 2018 | About Time                                  | Park Woo-jin           |                            |       |
| 2018 | Your Honor                                  | Estudiante             | Aparición especial         |       |
| 2019 | Romance is a Bonus Book                     | Park Hoon              | 16 episodios               |       |
| 2019 | Wreck Car                                   | Jo Jung-sam            | Drama Special, 1 ep.       |       |
| 2019 | Melting Me Softly                           | Ma Dong-sik (de joven) | 2 episodios                |       |
| 2020 | The King: The Eternal Monarch               | Mr. Kim                |                            |       |
| 2020 | It's Okay to Not Be Okay                    | Jo Sae-joo             |                            |       |
| 2021 | The Witch's Diner                           | Bae Yoon-ki            | Aparición especial, 4 ep.  |       |
| 2022 | Our Beloved Summer                          | Kim Jin-seop           | Aparición especial, ep. 14 |       |
| 2022 | Shooting Stars                              | -                      | Aparición especial         | [ 7 ] |
| 2022 | The Youngest Son of a Chaebol Family        | Jin Hyung-joon         |                            |       |
| 2022 | The Police Station Next to the Fire Station | -                      |                            |       |
| 2023 | King the Land                               | Choi Tae-man           | Aparición especial, ep. 1  | [ 8 ] |
| 2024 | Crash                                       | Park Pyo-wook          |                            | [ 9 ] |

### Películas
| Año  | Título                       | Personaje              | Notas                                                                                                   |
| ---- | ---------------------------- | ---------------------- | --- |
| 2011 | Cat: Two Eyes That See Death | Rescatador de Animales | Junto a Park Min-young, Kim Ye-ron, Kim Dong-wook, Shin Da-eun, Lee Sang-hee y Jo Seok-hyun             |
| 2013 | Thorn Flower (Fatal)         | Se-woon                | Junto a Nam Yeon-woo, Yang Jo-ah y Hong Jung-ho                                                         |
| 2013 | Neverdie Butterfly           | Jong-soo               | Junto a Shin Jae-seung, Kim Tae-yoon, Park Yeon-joo y Kim Go-eun                                        |
| 2017 | Coffee Noir: Black Brown     | Sung-ho                | Junto a Cho Soo-hyang, Bae So-eun, Jang In-sub, Jang Yool, Kim Ja-young y Kim Hae-in                    |
| 2019 | A Diamond in the Rough       | Jin-shik               | Junto a Kim Hae-sook, Son Ho-jun, Nam Bo-ra, Lee Won-jong, Park Won-sang, Kim Young-min y Kim Sung-kyun |
| 2024 | Handsome Guys                | Byeong-jo              | Junto a Lee Sung-min, Lee Hee-joon y Gong Seung-yeon                                                    |

### Musicales
| Año  | Título            | Personaje | Notas |
| ---- | ----------------- | --------- | ----- |
| 2015 | 러브레터          | -         |       |
| 2015 | 위대한캣츠비      | -         |       |
| 2017 | 여신님이 보고계셔 | -         |       |

### Anuncios
| Año | Título                   | Notas |
| --- | ------------------------ | ----- |
| -   | KB 국민카드 (알파원카드) |       |